# デル・マー
デル・マー（Del Mar）は、アメリカ合衆国カリフォルニア州のサンディエゴ郡にある都市。人口は3,945人（2020年）。サンディエゴの北西に隣接している。太平洋岸にあり、デルマー競馬場が立地している。ザ・ビーチ・ボーイズの "Surfin USA" でも知られる。； 歌詞部分 "You'd catch'em surfin' at Del Mar!"

## 地理
- 等時帯 ：太平洋標準時 (UTC-8)
  - 夏時間 (DST)：太平洋夏時間 (UTC-7)
- 座標：32°57′42″N, 117°15′52″W